# Agenh
Agenh d'Avairon (francès Agen-d'Aveyron) és un municipi del departament francès de l'Avairon, a la regió d'Occitània.